# Kurt Stage
Friedrich Carl Kurt Stage (* 6. Juni 1900 in Potsdam; † 19. August 1947 in Ljubljana) war ein deutscher Polizeibeamter und SS-Sturmbannführer zur Zeit des Nationalsozialismus.

## Leben und Wirken
Stage besuchte das Realgymnasium in Potsdam, das er mit der Primareife verließ. Anschließend durchlief er eine kaufmännische Lehre in Berlin. Später wurde er arbeitslos. Anfang 1926 erhielt er eine Stelle als Justizangestellter erst beim Amtsgericht in Potsdam, dann in Schöneberg, wo er bis Mitte der 1930er Jahre blieb.
Nach eigenen Angaben trat er im Jahr 1922 der NSDAP bei. Seine Mitgliedskarte vermerkt allerdings das Eintrittsdatum 23. Oktober 1925 und die Mitgliedsnummer 27.171.
Ab 1932 war Stage für den Sicherheitsdienst der SS tätig (SS-Nummer 2.534). 1935 kam er vom Amtsgericht in Schöneberg zur Gestapo. Nach der Ausbildung zum Kriminalkommissar war er im Gestaporeferat Angelegenheiten der NSDAP und ihrer Gliederungen unter Josef Meisinger tätig. Später übernahm er die Leitung desselben Referates – Referat IV C 4 (Angelegenheiten der Partei und ihrer Gliederungen) – im Amt IV (Gestapo) des neugegründeten Reichssicherheitshauptamtes. Sein Vorgesetzter war ab 1940 SS-Obersturmbannführer Fritz Rang. Ab 1942 wurde Stage zu Auslandseinsätzen abkommandiert: zuerst von Herbst 1942 bis  Mai 1944 als Kommandeur der Sicherheitspolizei (KdS) im Rang eines Sturmbannführers zum September 1944 nach Tromsø im besetzten Norwegen. anschließend als KdS in Maribor (Marburg an der Drau) im CdZ-Gebiet Untersteiermark.
Nach dem Krieg wurde Stage von den Alliierten interniert und an die jugoslawische Regierung ausgeliefert. Am 10. Juni 1947 wurde er von einem Kriegsgericht in Celje zum Tode verurteilt und im August 1947 hingerichtet.

## Filme
- Harald Zwart: The 12th Man – Kampf ums Überleben. (Den 12. mann), Norwegen 2017, mit Jonathan Rhys Meyers als Stage.